# إيراكلي
إيراكلي (13 مارس 1992 في جورجيا - ) هو لاعب كرة قدم جورجي في مركز الهجوم. شارك مع منتخب جورجيا تحت 21 سنة لكرة القدم ومنتخب جورجيا لكرة القدم. أما مع النوادي، فقد لعب مع نادي زستافوني ونادي ميتالورغي روستافي وDinamo Zugdidi ‏ وFC Kolkheti Khobi ‏.

## وصلات خارجية
- إيراكلي على موقع الاتحاد الأوربي (الإنجليزية)
- إيراكلي على موقع قاعدة بيانات كرة القدم.إي يو (الإنجليزية)
- إيراكلي على موقع ناشيونال فوتبول تيمز (الإنجليزية)
- إيراكلي على موقع Soccerway.com (الإنجليزية)